# Hoffmannia guerrerensis
Hoffmannia guerrerensis är en måreväxtart som beskrevs av Attila L. Borhidi och J.Rojas. Hoffmannia guerrerensis ingår i släktet Hoffmannia och familjen måreväxter. Inga underarter finns listade i Catalogue of Life.